# Sovetski (Yeisk, Krasnodar)
Sovetski (del ruso: Советский) es un posiólok del raión de Yeisk del krai de Krasnodar, en Rusia. Está situado en las tierras bajas de Kubán-Azov, en la península de Yeisk, 22 km al sur de Yeisk y 176 km al noroeste de Krasnodar, la capital del krai. Tenía 1 949 habitantes en 2010.
Es cabeza del municipio Trudovoye, al que pertenecen asimismo Bolshevik, Dalni y Zariá.

## Lugares de interés
La localidad cuenta con una escuela-museo con objetos de tiempos de la Gran Guerra Patria y la historia sobre las glorias laborales de Sovetski.